# Sechs Märtyrer der Hundert-Tage-Reform
Die Sechs Märtyrer der Hundert-Tage-Reform (auch: Die sechs Männer von edlem Charakter des Jahres 1898 chinesisch 戊戌六君子, Pinyin wùxū liù jūnzǐ, wörtlich übersetzt: die 6 Edlen/Fürsten des Jahres Wuxu) waren eine Gruppe von chinesischen Beamten und Intellektuellen der ausgehenden Qing-Zeit, die unter dem Vorwurf des Hochverrats hingerichtet wurden. Sie gehören zu den wichtigsten Vertretern der Hundert-Tage-Reform. In China werden sie wie Märtyrer verehrt.
Die Kaiserin Cixi ließ sie festnehmen und hinrichten, nachdem sie die Hundert-Tage-Reform angestoßen hatten. Der berühmteste und produktivste Mann dieser Gruppe war Tan Sitong. Kang Guangren hat eine gewisse Bedeutung, da seine Hinrichtung bei seinem Bruder Kang Youwei zu einer pessimistischen Haltung in Bezug auf Fortschritt in China beitrug.

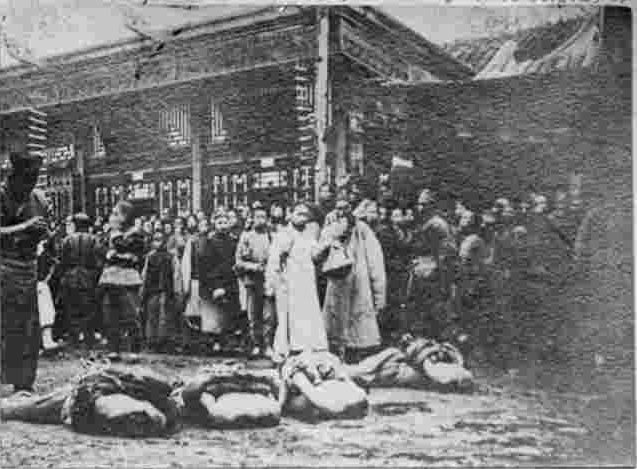
Enthauptete Verurteilte in Caishikou, dem Hinrichtungsplatz, wo auch die „Sechs Märtyrer“ hingerichtet wurden, 1905

Am 21. September 1898 führten Cixi und Rong Lu (榮祿) erfolgreich einen Staatsstreich gegen den Kaiser Guangxu. Guangxu wurde entmachtet und alle Entscheidungsgewalt auf die Kaiserinwitwe (Dowager) übertragen. Sechs missliebige Reformer, die Kaiser Guangxu bis dahin beeinflusst hatten, wurden festgenommen. Am 28. September wurden sie vor Gericht gestellt und am Caishikou (菜市口) in Beijing enthauptet. Sie wurden in folgender Reihenfolge hingerichtet: Kang Guangren (康广仁), Yang Shenxiu (杨深秀), Yang Rui (楊銳), Lin Xu (林旭), Tan Sitong (谭嗣同) und Liu Guangdi (刘光第).

## Hintergrund
Den Ermittlungen von Liang Qichao zufolge wurden die sechs aus folgenden Gründen beseitigt:
- Yang Rui und Liu Guangdi waren Kang Youweis rechte Hand. Ronglu, der Assistent der Kaiserinwitwe Cixi, hasste sie und bat die Kaiserinwitwe Cixi, sie als erste einzusperren.
- Tan Sitong wollte nicht wie Zhang Jian (張儉) aus der Han-Dynastie sein, welcher sich nach Schutz umsah und seinen Mitstreitern und Freunden Ärger bereitete. Er hoffte auch, mit seinem Blut die Hoffnung des Landes auf Veränderung zu wecken, also wollte er sterben und weigerte sich zu fliehen. Als er zum Hinrichtungsort ging, verfasste er ein Gedicht mit dem Titel „Todesrede“: „Wenn du die Absicht hast, den Dieb zu töten, wirst du dich nicht retten können. Wenn du gut stirbst, wird es ein glücklicher Tod sein.“ (有心殺賊，無力回天。死得其所，快哉快哉。Yǒuxīn shā zéi, wúlì huí tiān. Sǐdéqísuǒ, kuàizāi kuàizāi.)
- Nachdem die Kaiserinwitwe Cixi den Guangxu-Kaiser unter Hausarrest gestellt hatte, missachtete Lin Xu die Kaiserinwitwe Cixi, worüber sie wütend wurde und ihn ins Gefängnis werfen ließ.
- Kang Guangren war Kang Youweis jüngerer Bruder. Als Kang Youwei und Liang Qichao flohen, hatten sie keine Zeit, Kang Guangren zu benachrichtigen, und Guangren wurde in der Nánhǎi huìguǎn (南海會館) festgenommen. Obwohl Kang Guangren nur während der Reformbewegung von 1898 für die Leitung der Zeitung verantwortlich war, wollte die Kaiserinwitwe Cixi Kang Guangren als Ersatz für seinen leiblichen Bruder Kang Youwei hinrichten lassen.
- Nachdem die fünf Personen inhaftiert worden waren, hatte Yang Shenxiu (楊深秀) das Gefühl, dass die fünf Menschen jung und vielversprechend waren und nicht auf diese Weise sterben sollten, und trat daher im Namen der fünf bei Cixi für sie ein. Die Integrität von Yang Shenxiu führte tatsächlich zu seinem Streit, in welchem die Kaiserinwitwe Cixi dazu aufgefordert wurde, die Macht an Kaiser Guangxu zurückzugeben, und daher verlor er schließlich ebenfalls sein Leben.

## Chronologie des Justizmords
Am 24. September (9. des achten Monats - 八月初九日) wurden Yang Rui, Lin Xu, Tan Sitong, Liu Guangdi, Kang Guangren und Yang Shenxiu verhaftet. Gleichzeitig begab sich Miao Runfu (繆潤紱, 1851–1939) zum Kaiser um Yang Rui und seine gefährten anzuklagen und den Kaiser zu täuschen. Am 25. September (10. d. achten M. - 八月初十日) wurden die sieben Verhafteten von  Soldaten in den Yamen des Bùjūn Tónglǐng (步軍統領) zur Bestrafung (刑部) gebracht und separat eingesperrt. Noch am selben Tag benachrichtigte Sheng Xuanhai (盛宣懷) Zhang Zhitong (張之洞) um ihm die Verhaftung von Yang Rui und seinen Gefährten mitzuteilen. Zhang Zhidong benachrichtigte sofort Qu Tingshao (瞿廷韶), den Provinzrichter (臬台, niè tái), der sich zu diesem Zeitpunkt in Peking aufhielt, und bat ihn, Wang Wenshao (王文韶), Yu Lu (裕祿) und andere anzuflehen, damit Yang Rui gerettet würde. Zur gleichen Zeit planten Pekinger Beamte in Sichuan, leider erfolglos, die Rettung von Yang und Liu.
Am 28. September (13. d. achten M. - 八月十三日) stellte Ye Yigu (穀, Sekretär des Kaiserlichen Hofes): Es bestehe keine Notwendigkeit für einen Prozess und die Order sollte sofort umgesetzt werden; dieses Anweisung entsprach genau den Vorgaben von Cixi. Yigu, ein Mandschu, war ein Vertrauter von Ronglu, Gangyi und Xu Tong und wurde von Kanzler Zhang Zhidong und Wang Wenshao gehasst. Am selben Tag ließ das Strafjustizministerium die sechs Personen verhören. Prinz Qing Yikuang (慶親王), der die Angelegenheit leitete, diskutierte mit Tie Liang (鐵良) und Chen Kuilong (陳夔龍) und plädierte dafür, die sechs Personen getrennt zu verhören. Er glaubte, dass Yang Rui und Liu Guangdi beide einen guten Charakter hätten und gute Kenntnisse, und es war nicht einmal fair, vor Gericht zu gehen. Als sich die Beamten darauf vorbereiteten, Yang Rui und die anderen zu verhören, wurde ihnen plötzlich befohlen, die sechs Personen direkt aus dem Gefängnis zu holen und zum Hinrichtungsplatz (刑場) zu bringen. Liao Shouheng (廖壽恆), damals Minister für Militärflugzeuge, versuchte noch über Wang Wenshao mit Gangyi und Yulu zu verhandeln, scheiterte jedoch ebenfalls. Vor der Hinrichtung überredete Yang Rui Liu Guangdi, sich hinzuknien und dem Befehl anzuhören. Er stellte wiederholt seine Anklage in Frage, wurde jedoch vom Gefängnisbeamten Gangyi (剛毅) abgewiesen. Nach der Hinrichtung von Yang Rui kostete es 750 Taels Silber, die Leiche zu wieder zu vernähen. Die Bestattungszeremonien wurden durch den Sichuan-Stipendiaten Li Zhengyong (李徵庸) finanziert. Der Sarg blieb im Qingzi-Tempel (清字庵/Qingci-Tempel 清慈寺) und viele Menschen kamen, um ihm Respekt zu erweisen.

## Rehabilitierung
Verschiedene Versuche wurden gemacht um nachträglich eine Rehabilitierung der Verurteilten zu erreichen:
- Am 12. August 1909, dem ersten Jahr von Xuantong, kam Yang Ruis Sohn Yang Qingchang (楊慶昶) zum Duchayuan (都察院) und übergab Yang Rui das geheime Edikt. Am 17. August reichte die kaiserliche Staatsanwaltschaft einen Bericht ein, in dem sie um eine offizielle Aufzeichnung von Dezongs handschriftlichem Erlass bat, mit der Anweisung: „Zum Verbleib“ (留中 - Liú zhōng).[14][15]

Zu dieser Zeit war Zhao Xi (趙熙) der leitende Zensor der Provinz Jiangxi (江西道監察御史). Er teilte seinem engen Freund Zhao Binglin (趙炳麟), dem Zensor der Hauptstadt (京畿道監察御史 - Jīngjī dào jiānchá yù shǐ), mit, dass er die Gedenkfeier in seinem Namen durchführen sollte. Prinz Chun Zaifeng (醇親王, 載灃), der Regent des Staates, sagte zu Dai Hongci (戴鴻慈): „Der verstorbene Kaiser wagte es nicht, sein Edikt geheim zu halten, aber wenn er es offen erlassen hätte, hätte er gegen Cixi und gegen den Staat angehen müssen“ (先帝詔不敢秘，但明發上諭，則為悖慈禧，乖國體。Xiāndì zhào bù gǎn mì, dàn míng fā shàng yù, zé wèi bèi cíxǐ, guāi guótǐ.)
- Im zweiten Jahr von Xuantong (1910) schlug das Beratungsgremium (資政院 Zizhengyuan) eine weitere Eingabe vor. Die gesamte Kammer stimmte dem Vorschlag zu, er wurde aber von der Regierung zurückgestellt.[17]
- Am 13. September 1911, dem dritten Jahr von Xuantong (11月3日), beantragte Zhang Shaozeng (張紹曾), Kommandeur der Stadt der 20. Armee, die Begnadigung der Parteimitglieder (Art. 7 der Eingabe besagte, dass alle Parteimitglieder seit 1898 für Staatsverbrechen begnadigt werden sollten. - 赦免戊戌以來的黨人)。
- Im dritten Jahr der Republik China (1914) beantragte Chen Tingjie (陳廷傑), der damalige Minister für zivile Angelegenheiten der Provinz Sichuan, bei der Regierung die Rehabilitierung von Yang Rui, Liu Guangdi und den anderen. Die Regierung in Beiyang erklärte sich bereit, dem Innenministerium (內務部) als Zeichen der Ermutigung eine Belohnung zu überreichen[18]。Zum Gedenken wurde in Peking eine Ahnenhalle errichtet, und ihre Archivalien wurden dem Qing-Geschichtsmuseum (清史館 - Qīngshǐ guǎn) übergeben.

## Zeitgenössische Kommentare
„In Peking gab es sechs junge Reformer, die von der grausamen und tyrannischen alten Königin getötet wurden, aber sie alle hatten den Willen, sich für wohltätige Zwecke zu opfern. Wir äußern oft Entmutigung und Verzweiflung gegenüber China, aber jedes Land, das solche Märtyrer hervorbringen kann, hat keinen Grund, darüber zu verzweifeln. „Das Blut der Märtyrer ist der Same der Kirche.“ Ebenso wird das Blut dieser sechs jungen Menschen die Saat des Neuen Chinas sein, denn eines Tages werden sie hohe Ehren genießen ... Sie sind keine Literaten ohne Positionen. Sie kamen nach Peking Sie verdienten ihren Lebensunterhalt, also erkannten sie die Reformtheorie als Möglichkeit, voranzukommen, und alle von ihnen – außer Kang Guangren – waren hohe Beamte und hatten verantwortungsvolle Positionen inne. Die sechs jungen Männer, die kürzlich von der Kaiserinwitwe Cixi in Peking hingerichtet wurden, werden in der Geschichte zweifellos als Patrioten in Erinnerung bleiben, weil sie ihr Leben zum Wohle des Landes geopfert haben. Sie kamen nicht nach Peking, um hochrangige Beamte zu suchen, um sich durch Ausplünderung des Volkes zu bereichern, sondern mit dem einzigen Ziel, friedliche Reformen einzuleiten. ...Die sechs Herren sind gleichermaßen leidenschaftlich für den wahren Weg des Konfuzianismus. Sie glauben an die Lehren des Konfuzius und auch an China, aber sie glauben nicht an die Kaiserinwitwe Cixi und die Gruppe von Menschen, die sie lobten. Aus diesem Grund wurde die Saat der Katastrophe gesät. Sie wagten es, selbstständig zu denken und nutzten die Lehren des Konfuzius, um die heiligen Rechte des Volkes zu verteidigen. In einer Gruppe egoistischer Bürokraten können sie als typische Figuren der Kaisertreue und des Patriotismus angesehen werden. Natürlich halten wir nicht alle ihre Pläne für klug, aber ihre Motive sind edel und ihr Ruhm daher unsterblich. China hat seine erste Gruppe patriotischer junger Menschen brutal ermordet ... Was China braucht, ist das Blut seiner Jugend, und wir sehen an den Beispielen von Kang Youwei und seinen totengerechten Kollegen, dass dieser kraftvolle Geist reichlich vorhanden ist . Das einzige Bedauern ist, dass diese Menschen unter der Folter einer ungerechten Oppositionsmacht gestorben sind. Aber wir können behaupten, dass der Geist dieser Menschen bei vielen Menschen weiterhin vorhanden ist und nicht aufhören wird, bis die Reform abgeschlossen ist.“

## Zitate
- Zhao Shuqiao (赵舒翘, 1848–1901)：„Diese rebellischen Minister und Verräter werden gnadenlos getötet, warum also um ein Geständnis bitten?“[20]